# Politzer György
Georges Politzer (sz. Politzer György) (Trsztena, 1903. május 3. – Párizs, 1942. május 23.) magyar zsidó születésű marxista francia filozófus, a francia ellenállás mártírja, a „vörös hajú filozófus” (philosophe roux). Álneve François Arouet (Voltaire valódi neve).

## Élete

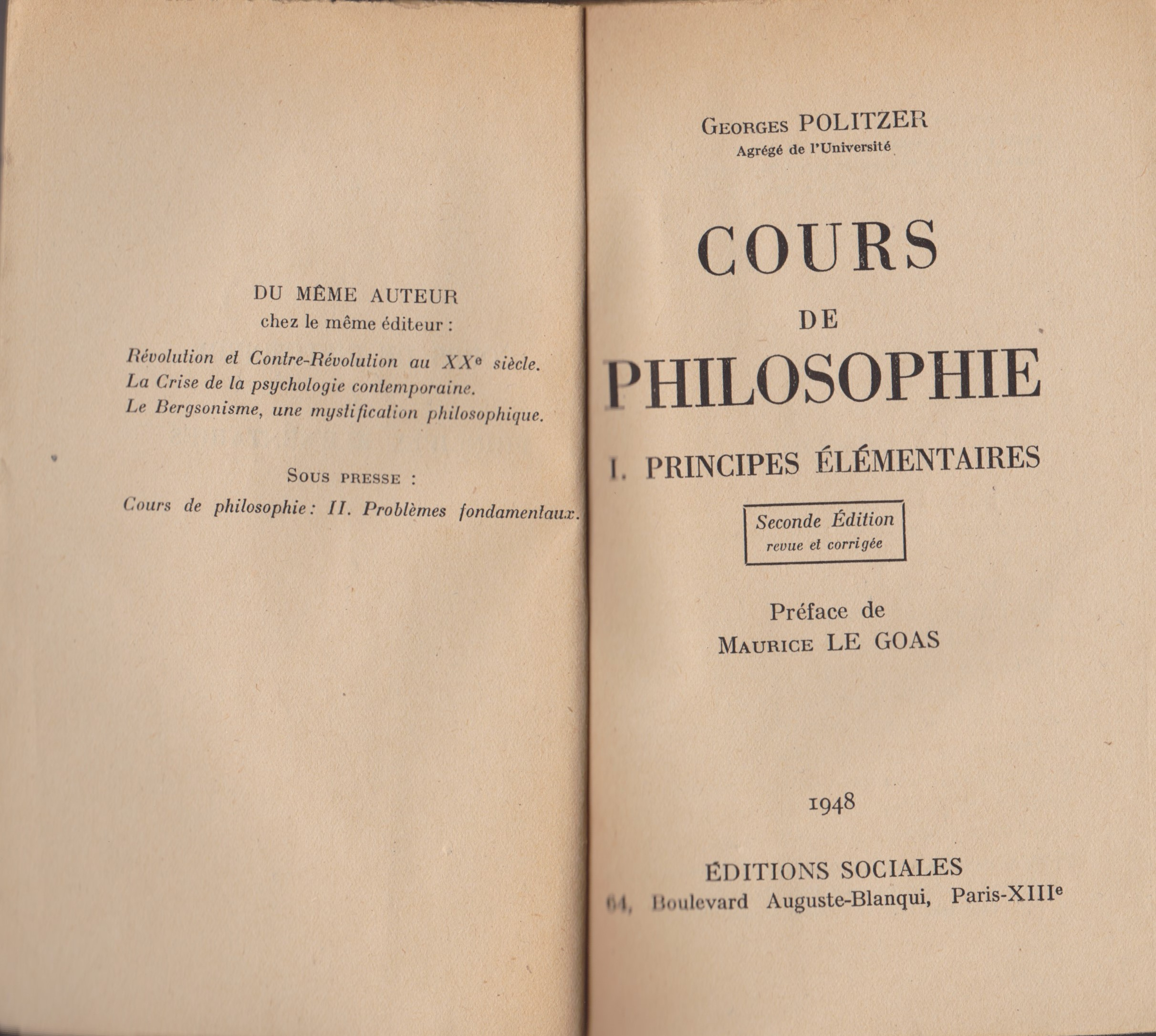
A filozófia elemi elvei (1948-as kiadás). Ez a könyv a háború előtt a Párizsi Munkásegyetemen tartott dialektikus materializmusról szóló kurzusainak anyagait tartalmazza

Apja körorvos volt, Trsztenán, Nagyváradon, majd Budapesten működött. Politzer Szegeden járt gimnáziumba, 1919-ben a diáktanács elnöke volt. Januárban belépett a kommunista pártba. Részt vett február 2-án a budapesti Barcsay utcai főgimnáziumban rendezett, a középiskolások forradalmi követeléseit (köztük az érettségi vizsga eltörlését) megfogalmazó diákgyűlésen. Első írása a szegedi Igazság című lap 1919. február 21-i számában jelent meg. A Vörös Hadseregben 16 évesen harcolt a szolnoki csatában. A Tanácsköztársaság bukása után nem tanulhatott tovább a szegedi gimnáziumban, így a gimnáziumi érettségit Budapesten tette le. Bécsben találkozott Sigmund Freuddal és Ferenczi Sándorral. 
1921-ben sikerült Párizsba távoznia. A Sorbonne-on folytatta filozófiai, pszichológiai tanulmányait. 1923-ban megalapította és szerkesztette a Revue de psychologie concrète folyóiratot, amelyben pszichológiai okfejtései láttak napvilágot, köztük a Lépés Kant igazi arca felé. Cherbourgban, Évreux-ben, majd Párizsban dolgozott filozófiatanárként. Párizsban a L'Esprit folyóirat köré tömörült írócsoporthoz tartozott, Aragonnal és Danielle Casanovával barátkozott. Megalakították A filozófusok nevű csoportot, ami szembeszállt az elvont elvek alapján gondolkozókkal, köztük Freuddal és Henri Bergsonnal, helyette a konkrét ember vizsgálatát javasolták. 1929-ben belépett a Francia Kommunista Pártba. Munkatársa volt a L'Humanité és a Pensée lapoknak. 
A pszichológiában és a bölcsészetben Descartes-ot tartotta mesterének, ám mindent dogmatikusan baloldali, marxista–leninista nézőpontból szemlélt. Bár Sigmund Freudot polgári gondolkodónak nevezte, a pszichoanalízisből kiindulva hozott létre új lélektani irányzatot, a „konkrét pszichológiát”, ami azonban nem terjedt el széles körben. 1930-ban tudósi pályája helyett a fasizmus elleni harcot választotta hivatásául. Részt vett a francia ellenállásban. Összeveszett barátjával, Aragonnal, aki az ellenállás irodalmi vonalát vitte, míg Politzer a politikait.
Az 1930-as évek elején Henri Barbusse kommunista és Romain Rolland szimpatizáns írókkal együtt elindított munkásegyetemen (l'Université Ouvrière de Paris) több száz hallgatót oktatott kitűnő stílusban marxista filozófiára. Az egyetemet az 1939-es náci megszállás után megszüntették.
1940-ben a kommunista párt mozgósította, Párizsba vezényelte. 1940. júliusi leszerelése után egy titokban megjelenő kiadvány szerkesztője volt. A l' Université libre (Szabadegyetem) és az októbertől megjelenő La Pensée Libre (Szabad gondolkodás) az ellenállási mozgalom legfontosabb kiadványai voltak, melyek írtak a második világháború alatt a fasiszták által elkövetett kínzásokról, tudósok bebörtönzéséről is.
Briliáns cikket írt Alfred Rosenberg náci ideológus 1941 végén Párizsban tartott előadásának hazug történelemszemléletéről. 1942. március elején a francia rendőrség a betiltott kommunista párttal való együttműködése miatt második feleségével (Maï Politzer, sz. Marie Larcade) letartóztatta . Bár Jean Cocteau közbenjárt érte, miután nem tudtak vallomást kicsikarni belőle, kiszolgáltatták a Gestapónak. Nem volt hajlandó együttműködni a nácikkal, ezért három hónapig kínozták, mielőtt 1942. május 23-án a hírhedt Mont Valérien erődben sortűzzel agyonlőtték volna. A legenda szerint a Marseillaise-t fütyülte utolsó leheletével. Felesége 1943 elején halt meg az auschwitzi koncentrációs táborban.
Elmélete, miszerint az emberek nem elvont lények, hanem mindenki a saját állandó drámáját, azaz konfliktusok sorozatát éli át, megalapozta Jean-Paul Sartre egzisztencializmusát.

## Emlékezete

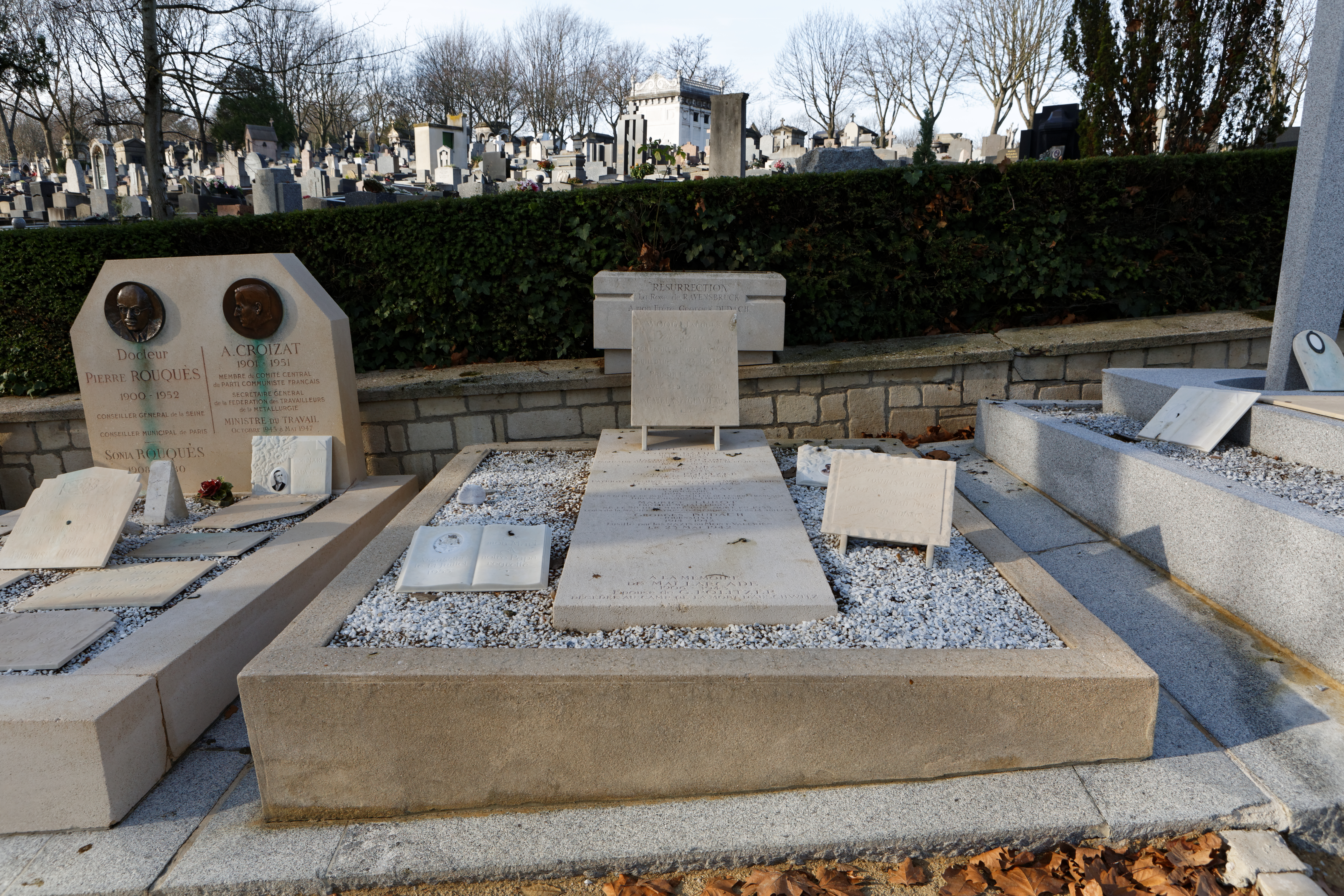
Sírja a Père-Lachaise temetőben

Franciaországban utcák (Párizs 12. kerületében), iskolák viselik nevét, emléktáblája van, életművének több kiadása megjelent.
Illyés Gyula róla mintázta 1946-os Hunok Párisban című regényének Pulcher nevű alakját.
Mérei Ferenc találkozott vele és műveiben többször is hivatkozott rá.
Fia, Michel Politzer megírta életrajzát (lásd #Irodalom).

## Művei
- Critique des fondements de la psychologie. La Psychologie, la Psychoanalyse (Paris, 1928)
- Fin d'une parade philosophique. Le Bergsonisme (Paris, 1928)
- Révolution et contre-révolution au XXe siècle. Réponse à „Or et sang” de M. Rosenberg (Paris, 1941)
- Principes élémentaires de philosophie (Paris, 1946), a párizsi munkásegyetemen tartott előadásai
- La crise de la psychologie contemporaine (Paris, 1947)
- François Arouet: Le bergsonisme. Une mystification philosophique; Éditions Sociales, Paris, 1947 (Problèmes)
- Écrits, 1-2. / La philosophie et les mythes / Les fondements de la psychologie; szerk. Jacques Debouzy; Sociales, Paris, 1969
- Critique des fondements de la psychologie. La psychologie et la psychanalyse; Presses Universitaires de France, Paris, 1974 (À la pensée)

### Magyarul
- A filozófia alapelemei; ford. Györffy István Kollégium munkaközössége, vez. Szabolcsi Miklós; Szikra, Bp., 1949 (Tudomány és haladás)
- A filozófia és a mítoszok; vál. Mátrai László, ford. Székely Andorné; Kossuth, Bp., 1972